# Shady Shores
Shady Shores è un centro abitato degli Stati Uniti d'America, situato nella contea di Denton dello Stato del Texas.
La popolazione era di 2.612 persone al censimento del 2010.

## Geografia fisica
Shady Shores è situata a 33°09′42″N 97°02′02″W (33.161669, -97.034015).
Secondo lo United States Census Bureau, ha un'area totale di 2,9 miglia quadrate (7,5 km²), di cui lo 0,34% d'acqua.

## Società

### Evoluzione demografica
Secondo il censimento del 2000, c'erano 1.461 persone, 532 nuclei familiari e 403 famiglie residenti nella città. La densità di popolazione era di 504,1 persone per miglio quadrato (194,5/km²). C'erano 592 unità abitative a una densità media di 204,3 per miglio quadrato (78,8/km²). La composizione etnica della città era formata dal 96,58% di bianchi, lo 0,14% di afroamericani, lo 0,48% di nativi americani, lo 0,21% di asiatici, lo 0,07% di isolani del Pacifico, l'1,57% di altre razze, e lo 0,96% di due o più etnie. Ispanici o latinos di qualunque razza erano il 6,71% della popolazione.
C'erano 532 nuclei familiari di cui il 40,0% aveva figli di età inferiore ai 18 anni, il 65,4% erano coppie sposate conviventi, il 6,2% aveva un capofamiglia femmina senza marito, e il 24,2% erano non-famiglie. Il 19,5% di tutti i nuclei familiari erano individuali e il 4,1% aveva componenti con un'età di 65 anni o più che vivevano da soli. Il numero di componenti medio di un nucleo familiare era di 2,75 e quello di una famiglia era di 3,19.
La popolazione era composta dal 28,0% di persone sotto i 18 anni, il 6,9% di persone dai 18 ai 24 anni, il 34,2% di persone dai 25 ai 44 anni, il 24,4% di persone dai 45 ai 64 anni, e il 6,5% di persone di 65 anni o più. L'età media era di 37 anni. Per ogni 100 femmine c'erano 109,9 maschi. Per ogni 100 femmine dai 18 anni in giù, c'erano 107,5 maschi.
Il reddito medio di un nucleo familiare era di 61.667 dollari, e quello di una famiglia era di 68.750 dollari. I maschi avevano un reddito medio di 45.167 dollari contro i 31.250 dollari delle femmine. Il reddito pro capite era di 25.951 dollari. Circa il 2,1% delle famiglie e il 3,1% della popolazione erano sotto la soglia di povertà, incluso l'1,4% di persone sotto i 18 anni e il 9,0% di persone di 65 anni o più.